# Jakob Engelin
Jakob Engelin est un médecin allemand du XIVe siècle. 
Il est aussi identifié sous les noms de : Jacobus Engelhart, Jacobus Angelus, Jacobus Angeli, Jacobus de Ulma, Jakob Egeli, Jakob Engellin, Jacob Enngelin, Angelin Jacques, Meister Jakob von Ulm.

## Biographie
Jakob Engelin est probablement né vers 1365 et mort en 1409. Mais l’on possède peu de sources sur sa biographie. Fils de  E. Engelhard, un pharmacien, il aurait appartenu à une famille bourgeoise si l’on se base sur le livre des Trésors de la ville d’Ulm. Depuis 1382, il possède une licence en médecine de l’université de Paris et étudiera à Vienne où il deviendra le médecin personnel du duc Léopold d’Autriche jusqu’en 1406, date à laquelle, il retourne à Ulm et deviendra le médecin attitré de la ville. 

## Sources
- Heinz Bergmann, « Engelin Jakob », dans Wolfgang Stammler (éd.), Die Deutsche Literatur des Mittelalters Verfasserlexikon, tome 2, Walter de Gruyter & Co, 1980, col 561-563
- Bernhard Dietrich Haage  et Wolfgang Wegner, Deutsche Fachliteratur der Artes in Mittelalter und Früher Neuzeit, Berlin, Erich Schmidt verlag, 2007
- « Egeli Jakob » dans Wilhelm Kosch, (éd.), Deutsches Literatur-Lexikon, tome 3, Berne et Munich, Francke verlag, 1971, col. 930
- Jean-Pierre Lobies, Otto et Wolfram Zeller (éd.), Index Bio-biographicus notorum hominum, corpus alphabeticum, vol. 64, Osnabrück, Biblio verlag, 1993
- Gundolf Keil, « Engelin Jakob », Enzyklopädie Medizingeschichte, Werner Gerabek (éd), p. 355